# Grote Aantrekker
De Grote Aantrekker is een gebied in het heelal met een sterke gravitationele anomalie. Het gebied bevindt zich in het sterrenbeeld Winkelhaak, in de buurt van de Hydra-Centaurus-supercluster op een afstand van 150 tot 250 miljoen lichtjaar. De massa is tienduizenden malen groter dan de massa van de Melkweg. Het totale gebied dat onder invloed staat van de Grote Aantrekker heeft een diameter van honderden miljoenen lichtjaren en omvat onder andere de Virgo- of lokale supercluster waar de Melkweg deel van uitmaakt. Sinds 2014 is dit gebied gedefinieerd als de supercluster Laniakea. Op zijn beurt beweegt de Grote Aantrekker richting de Shapley-supercluster.
Alle sterrenstelsels vertonen de volgens de Wet van Hubble verwachte relatie tussen afstand en roodverschuiving, echter met schijnbare en opvallende afwijkingen. Dit kan verklaard worden met het bestaan van de Grote Aantrekker. De sterrenstelsels van Laniakea (met daaronder de Melkweg) bewegen zich met een snelheid van ongeveer duizend kilometer per seconde in de richting van de Grote Aantrekker. Er kan niet worden gesproken van een grote "massa" omdat niet bekend is wat het is. Het kan evengoed een singulariteit zijn of een nog onbekend ander fenomeen.

## Locatie
De eerste indicatie van een afwijking in de uniforme expansie van het heelal werd vastgesteld in 1973 en in 1978. De Grote Aantrekker werd gelokaliseerd in 1986 en wordt berekend op 150 à 250 miljoen lichtjaar (47-79 Mpc) waarbij deze laatste het meest waarschijnlijk wordt geacht. Hij zou zich bevinden in de richting van de Hydra en Centaurus stelsels. Dit gebied wordt beheerst door de Normacluster (ACO 3627). Dit is een massarijke cluster die grote en oude stelsels bevat. Vele van die stelsels zijn met elkaar in botsing en/of stralen zeer grote hoeveelheden radiogolven uit.
De waarnemingen worden bemoeilijkt doordat de Grote Aantrekker zich van de Aarde uit gezien, aan de andere kant van de Melkweg bevindt. Hij bevindt zich slechts 7 graden buiten het vlak van de Melkweg. Het zicht wordt dus belemmerd door de Melkweg.

## Bijzonderheden
De Lokale Groep, waar de Melkweg deel van uitmaakt, de Virgocluster en de Hydra-Centaurus supercluster worden met snelheden tussen de 600 en de 1000 km/s aangetrokken. Volgens de gemeten snelheden van deze stelsels moet de Grote Aantrekker een massa hebben van minstens 10 maal alle zichtbare materie in onze regio van het heelal. Maar mogelijk wordt de Lokale Groep juist aangetrokken door de Shapley-supercluster, die zich ten opzichte van de Melkweg achter de Grote Aantrekker bevindt.

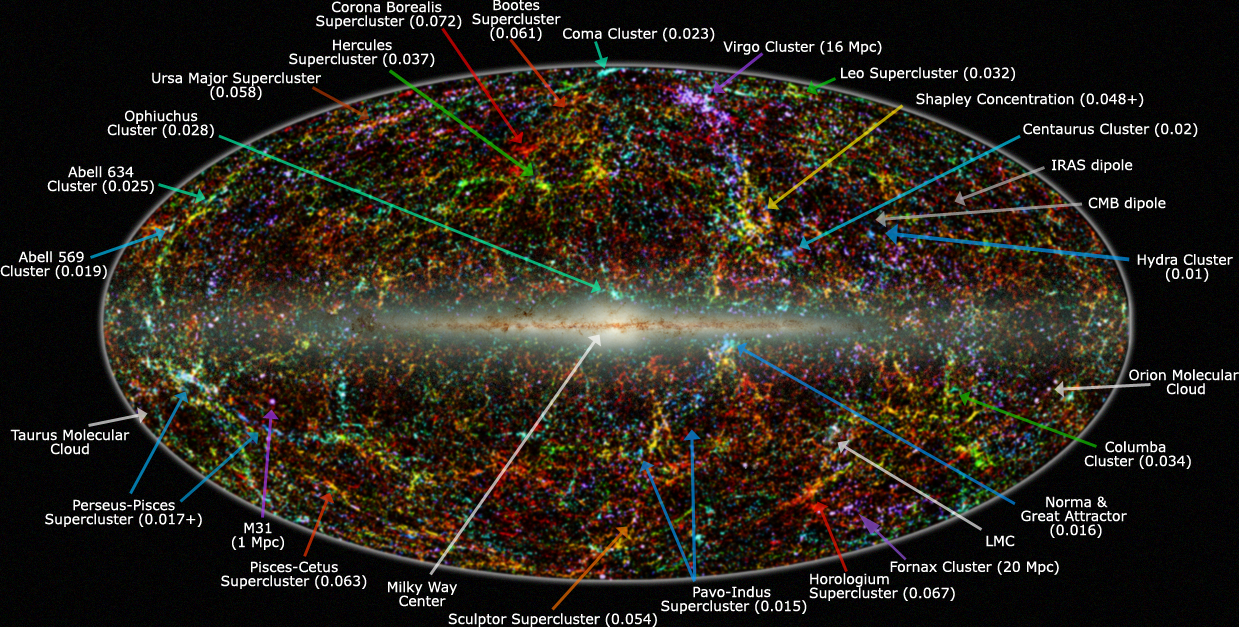
Panoramische afbeelding van de hemel in bijna-infrarood licht. De locatie van de Grote Aantrekker wordt aangegeven met de lange blauwe pijl in de rechter onderhoek.